# 白玉河

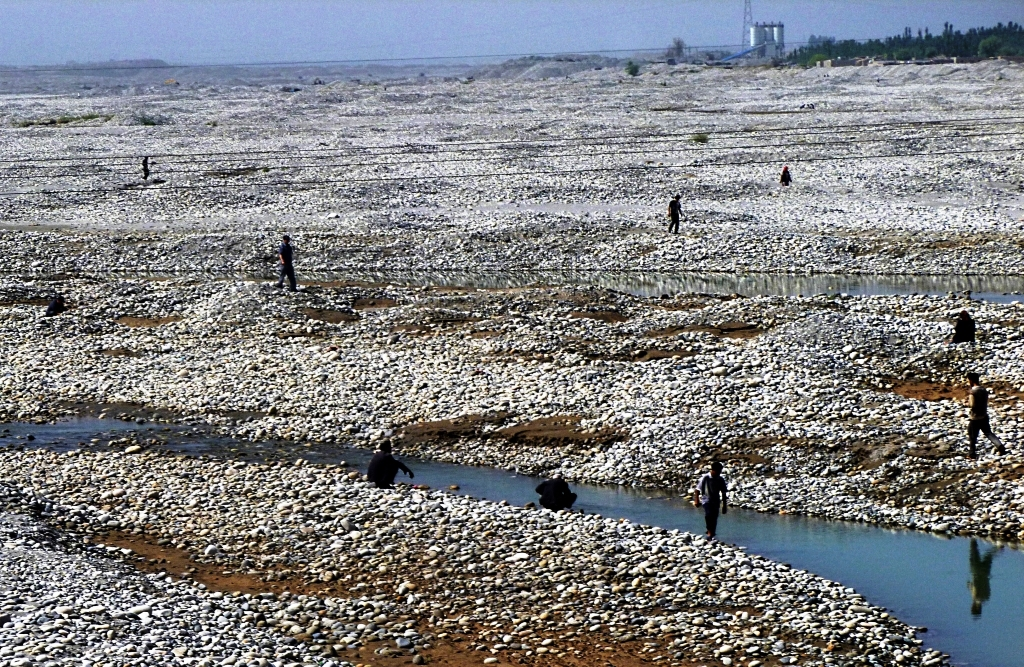
白玉河で白玉（和田玉）を探す

白玉河（はくぎょくが）はユルンカシュ川（Yurungkash River、玉龙喀什河）も呼ばれ、崑崙山脈中のカシュミール地方のアクサイチンから北へ流れ出て、ホータン市の東（北緯37度07分 東経79度58分 / 北緯37.11度 東経79.97度座標: 北緯37度07分 東経79度58分 / 北緯37.11度 東経79.97度）を流れる川である。このあとタクラマカン砂漠中（北緯38度05分24秒 東経80度42分00秒 / 北緯38.090度 東経80.7度）で黒玉河（別名カラ・カシュ川、喀拉喀什河）と合流してホータン川となり、タリム川にそそぐ。
全長は513キロメートル、毎年6月～9月が洪水期である。河原で白玉（和田玉）が摂れるので、白玉河と呼ばれている。